# Élton Medeiros
Élton Antônio Medeiros, né le 22 juillet 1930 et mort le 4 septembre 2019 à Rio de Janeiro, était un compositeur, chanteur, producteur de musique et animateur de radio brésilien.

## Biographie
Né dans le quartier de Glória à Rio de Janeiro et supporter de l'Olaria Atlético Clube, Elton Medeiros était compositeur, chanteur, producteur de musique et présentateur de radio. Considéré comme l'un des meilleurs mélodistes et rythmistes de l'histoire de la samba, la carrière musicale d'Elton a commencé à l'âge de dix-sept ans lorsqu'il jouait le jour dans l'Orquestra Juvenil de Estudantes, qui se produisait sur Rádio Roquette-Pinto, et la nuit, il jouait du trombone.
Elton Medeiros a commencé sa carrière de compositeur en tant que fondateur de l'aile des compositeurs de l'école de samba Aprendizes de Lucas. Sa samba était considérée comme l'une des meilleures de l'histoire de l'école. Mais c'est à travers des rencontres à Zicartola qu'Elton Medeiros créera ses principales œuvres, étant l'un des principaux habitués du restaurant musical situé dans une maison de ville de la Rua da Carioca. Là, il entre en contact avec des joueurs de samba tels que Cartola, Nelson Cavaquinho, Zé Ketti, Ismael Silva et Paulinho da Viola, qui deviendront ses principaux partenairex musicaux. De plus, grâce à Zicartola, le groupe A Voz do Morro et le spectacle A Rosa de Ouro ont vu le jour.
Elton est mort le 4 septembre 2019, à l'âge de 89 ans, à Rio de Janeiro, au Brésil, des suites d'une pneumonie.

## Discographie partielle
- 1966 : Samba Na Madrugada avec Paulinho da Viola (RGE)
- 1973 : Elton Medeiros (Odeon)